# Tegostoma confluentalis
Tegostoma confluentalis là một loài bướm đêm trong họ Crambidae.